# Тетеревник
Тетеревни́к (бел. Цецераўнік) — деревня в составе Сухаревского сельсовета Могилёвского района Могилёвской области Республики Беларусь.

## Население
- 2010 год — 6 человек